# Dendroleon decorillus
Dendroleon decorillus är en insektsart som beskrevs av C.-k. Yang 1997. Dendroleon decorillus ingår i släktet Dendroleon och familjen myrlejonsländor. Inga underarter finns listade i Catalogue of Life.